# Isurus desori
Espèce
Isurus desori est une espèce fossile de requins lamniformes du genre Isurus (famille des Lamnidae). Ce genre Isurus n'est aujourd’hui représenté par une dizaine d’espèces dont le Requin mako.

## Description
Ces restes fossilisés sont présents dans les faluns de Bretagne et de Touraine. Il s'agit de dents supérieures à couronne sigmoïde (profil) bien marquée, plus épaisse et plus étroite que celles de Carchardon hastalis. Les tranchants sont bien individualisés et descendent très bas.

## Systématique
Le nom valide complet (avec auteur) de ce taxon est Isurus desori (Agassiz, 1843),.
L'espèce a été initialement classée dans le genre Oxyrhina sous le protonyme Oxyrhina desorii Agassiz, 1843.
À noter que GBIF et Paleobiology Database considèrent que ce taxon est à attribuer à Sismonda (d) en 1849,. Néanmoins Eugenio Sismonda, dans sa publication de 1849, mentionne bien Agassiz comme auteur de cette espèce. Par ailleurs, la graphie incorrecte donnée par Agassiz avec deux « i » à desorii a été corrigée par la suite en desori.

### Étymologie
Son épithète spécifique, desori, lui a été donnée en l'honneur d'Édouard Desor (1811-1882), ami de l'auteur qui lui a fait « remarquer le caractère essentiel qui la ([cette espèce]) différencie de ses congénères ».

### Publication originale
- Louis Agassiz, Recherches Sur Les Poissons Fossiles, vol. 3, Neuchâtel, Imprimerie de Petitpierre, 1843, 383 p. (lire en ligne), p. 282-283.